# Uppsälje (norra delen)
Uppsälje (norra delen) var före 2010 en av SCB avgränsad och namnsatt småort i Uppsälje i Vansbro kommun. Vid 2010 års avgränsning klassades den inte längre som en småort.